# 加藤セチ

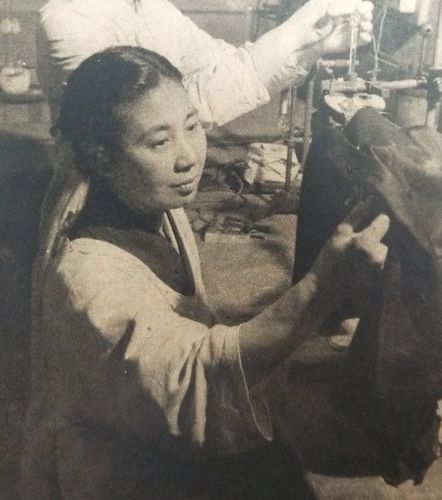
1948年

加藤 セチ（かとう せち、1893年（明治26年）10月2日 - 1989年（平成元年）3月29日）は、日本の化学者。理学博士。日本の女性科学者の草分けの一人。元理化学研究所主任研究員。上野学園大学名誉教授。山形県東田川郡三川町名誉町民。

## 人物
北海道帝国大学初の女子学生。保井コノ、黒田チカに続く日本人3番目の女性の理学博士（既婚女性としては初）。理化学研究所初の女性の主任研究員。有機物質の分光分析等に顕著な業績を残す。
徳川家光時代に改易された熊本藩の第2代藩主、加藤忠広の末裔とされる山形県東田川郡押切村（現・三川町）の名家・加藤与治左衛門家本家の三女として生まれたが、生家の破産と父の死去により、在学中の山形県立鶴岡高等女学校を3年次に中退して山形県女子師範学校（現・山形大学地域教育文化学部）に移る。女子師範卒業後は小学校教師として一時家計を支え、ついで東京女子高等師範学校（現・お茶の水女子大学）に進学する。東京女高師卒業後は高等女学校の教師を務めながら、1918年に北海道帝国大学に全科目履修選科生として入学。苦学の末、結婚後は理化学研究所に勤務し、在職中の昭和6年（1931年）に「アセチレンの重合」を主論文として、京都帝国大学より理学博士号を授与される。

## 家族
1歳の時に被災した庄内地震で兄を亡くしたため、婿（得三郎）を迎えて家督を継いだ。夫との間にもうけた子供のうち、長男は太平洋戦争で戦死、残った娘は嫁に出したため、セチの家系（加藤本家）は絶えることとなった。

## 来歴
- 1893年（明治26年）10月2日 - 山形県東田川郡押切村に加藤家の3女として生まれる。
- 1908年（明治41年） - 鶴岡高等女学校を中退する。
- 1911年（明治44年）- 山形県女子師範学校を卒業。狩川小学校に勤務。
- 1918年（大正7年）- 東京女子高等師範学校を卒業。
- 1918年（大正7年） - 北海道帝国大学に全科目履修選科生として入学。
- 1921年（大正10年） - 佐藤得三郎と結婚。
- 1922年（大正11年） - 理化学研究所に勤務。
- 1931年（昭和6年）6月8日 - 京都帝国大学より理学博士号を授与。
- 1968年（昭和43年） - 三川町名誉町民となる。
- 1989年（平成元年）3月29日 - 死去する。

## 博士論文
- 1931年（昭和6年） - 『アセチレンの重合』 理研彙報、10（1931）,p.343